# Сіделево
Сіде́лево (рос. Сиделево, чув. Сител) — присілок у складі Канаського району Чувашії, Росія. Входить до складу Шихазанського сільського поселення.
Населення — 532 особи (2010; 566 у 2002).
Національний склад:
- чуваші — 99 %